# César Aparecido Rodrigues
César Aparecido Rodrigues (São Paulo, 24 oktober 1973) is een voormalig Braziliaanse voetballer wiens voetbalnaam kortweg César luidde. Hij speelde onder meer voor de Italiaanse derdeklasser AS Pescina Valle del Giovenco. Hij is linksbenig en werd gebruikt als linksback of linkermiddenvelder. 
César begon zijn carrière bij CA Juventus, een club uit São Paulo. In 1994 promoveerde de club naar de hoogste divisie in Brazilië. De club verdiende aan dit succes veel geld, maar het geld werd gestolen. César was ervan verdacht informatie over de geldoverdracht te hebben doorgespeeld en er hing hem een gevangenisstraf van 5 jaar en 4 maanden boven het hoofd. In 1998 werd hij vroegtijdig vrijgelaten en begon opnieuw te voetballen, met dank aan AD São Caetano, de club waar hij een jaar voor zijn arrestatie een contract tekende. Hij werd verhuurd aan União Barbarense, een satellietclub. Na zijn terugkeer naar São Caetano werd César meteen een basisspeler en werd hij ook kapitein.
In 2001 verliet César Brazilië om voor het Italiaanse SS Lazio te gaan spelen. Hij speelde er 86 wedstrijden in vijf seizoenen. In januari 2006 werd hij verhuurd aan Inter Milaan, die hem in de zomer van datzelfde jaar uiteindelijk overnam van Lazio. César kwam er niet veel aan spelen toe en werd verhuurd aan SC Corinthians (2006) en AS Livorno (2007). Hij startte het seizoen 2007-2008 goed bij Inter en stond vaak in de basis. César scoorde ook zijn eerste goal voor de club uit Milaan. Zijn contract liep in 2008 ten einde en César moest een nieuwe club zoeken. Pas op 18 november 2008 vond hij onderdak bij een club. César tekende voor Bologna FC.  Ook hier verwierf de Braziliaan geen basisplaats en mocht hij aan het einde van het seizoen vertrekken. Hij besloot om op een lager niveau te gaan spelen en tekende in oktober 2009 bij AS Pescina Valle del Giovenco.

## Erelijst
Internazionale
- Serie A

2006